# Comportamento

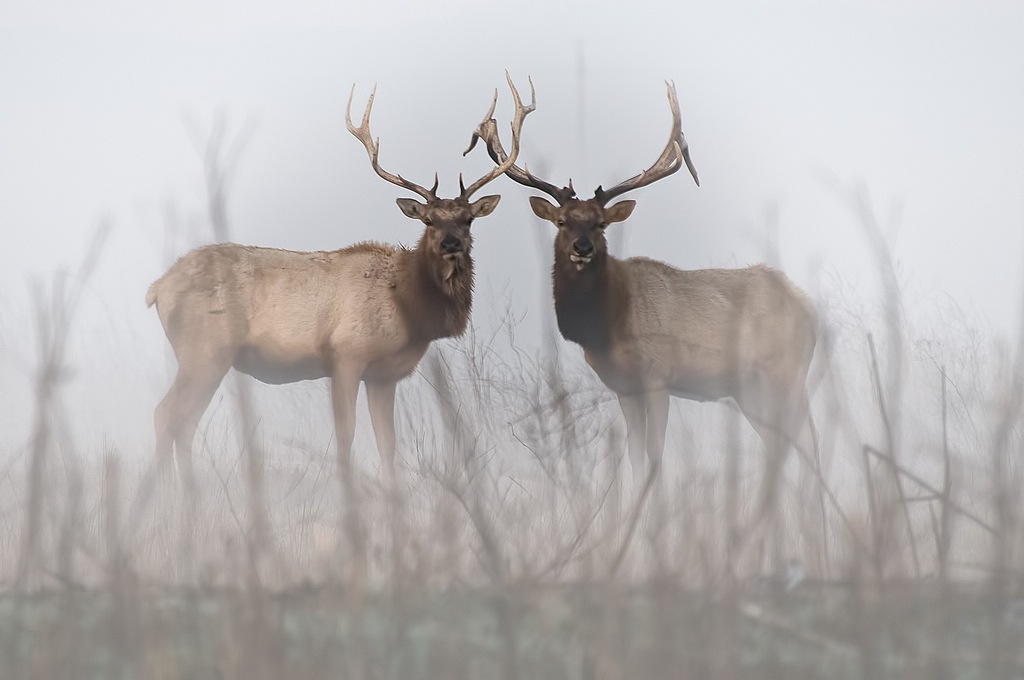
Dois cervos no Refúgio Nacional de Vida Selvagem San Luis, na Califórnia, interrompem seu combate para olhar um visitante: exemplo de comportamento animal.

O comportamento é definido como o conjunto de reações de um sistema dinâmico face às interações e renovação propiciadas pelo meio onde está envolvido. Exemplos de comportamentos são: comportamento social, comportamento humano, comportamento informacional (o que o indivíduo faz com relação à informação), comportamento animal, comportamento atmosférico etc..

## Individualidades e teoria de sistemas
Quando tratamos de individualidades, podemos definir o comportamento como o conjunto de reações e atitudes de um indivíduo ou grupo de indivíduos em face do meio social.
Em teoria de sistemas, comportamento é a resposta observável de um estímulo. Nos animais, por exemplo, envolve essencialmente instintos e hábitos aprendidos. O ser humano está sempre recebendo estímulos do ambiente em que vive e interage: seu comportamento, ou seja, suas respostas a esses estímulos, variam muito de acordo com cada pessoa.

## Instinto e cultura
Há o debate clássico da natureza versus criação (em inglês, nature vs. nurture), que discute a que grau uma característica comportamental é inata (por exemplo, herdada geneticamente) ou adquirida através da interação com o ambiente físico e sociocultural. Reconhece-se atualmente que natureza e ambiente contribuem conjuntamente em interação à formação do indivíduo e sua mente, sem exclusão um do outro. Há características que possuem uma porcentagem maior de um componente do que de outro, como visto em estudos de herdabilidade, e o conceito atual de instinto é utilizado para tendências comportamentais inatas, tal como as habilidades adaptativas da espécie em seus módulos cognitivos. As áreas contemporâneas que sintetizam esses níveis de análise são as ciências cognitivas e a sociobiologia, as quais utilizam conhecimentos da psicologia evolucionista, genética do comportamento e epigenética do comportamento.
Dois exemplos clássicos de comportamento instintivo e cultural, desenvolvidos ao extremo, são o dos insetos, por um lado, e o dos mamíferos, por outro. Enquanto que os primeiros praticamente não têm aprendizado e nascem com quase toda a informação que precisam para sobreviver, os segundos são seres com comportamento social e precisam da convivência em grupo (pelo menos na infância) para adquirir o acúmulo de sucessos das gerações anteriores, transmitidos também culturalmente além da genética.

## Respondente e operante
Os comportamentos são divididos em duas classes: respondente e operante:
- respondente ou reflexo: involuntário; ação de componentes físicos do corpo (exemplos: glândulas, sudorese, sistema nervoso autônomo);
- operante: voluntário; ação de músculos que estão sob controle espontâneo (exemplos: comer, falar, etc.); é controlado pelas suas consequências.

## Psicologia
Em psicologia, o comportamento é a conduta, procedimento, ou o conjunto das reações observáveis em indivíduos em determinadas circunstâncias inseridos em ambientes controlados. Podendo ser descrito como uma contingência tríplice composta de antecedentes-respostas-consequências, ou respostas de um membro da contingência.

### Behaviorismo
O comportamento é objeto de estudo do behaviorismo, uma das mais importantes abordagens da psicologia, que se iniciou no começo do século XX, e que foi proposto por John Broadus Watson. Com a intenção de fazer uma psicologia científica, que se distanciasse o máximo possível das probabilidades de erro das inferências realizadas pelos métodos subjetivos, John B. Watson iniciou, em 1912, um movimento em psicologia denominado "behaviorismo", termo derivado da palavra inglesa para "comportamento": behavio(u)r. Muitos psicólogos têm definido a psicologia como "ciência do comportamento", tendo, como finalidade, compreendê-lo para modificá-lo e prevê-lo, quando necessário.
Nesta concepção, toda vida mental manifesta-se através de atos, gestos, palavras, expressões, realizações, atitudes ou qualquer reação do homem a estímulos do meio ambiente. Desta forma, o psicólogo deve observar apenas estas manifestações, deixando de lado o método introspectivo, onde as falhas eram frequentes, para se utilizar da extrospecção, que consiste na observação exterior. Depois da concepção comportamental de Watson, o behaviorismo evoluiu muito, e, atualmente, vai além das limitações da época, em que a psicologia não passava do estudo das relações entre o estímulo observável que o homem ou animal sofria e a resposta que estes emitiam a partir deles.
Os behavioristas atuais consideram o organismo e as diferenças comportamentais que acontecem a depender da situação, da privação e da história de vida de cada um. O estado do organismo interfere na resposta que ele emitirá frente a determinado estímulo. As reações podem ser psíquicas ou puramente fisiológicas. As reações fisiológicas de um organismo, para alguns teóricos, não são chamadas de comportamento. Atualmente, os psicólogos definem comportamento como as reações globais do organismo que possuem uma significação. Outra concepção de comportamento trabalha com definições de comportamento inato que todos os seres da mesma espécie apresentam na presença de um determinado estímulo, como é o caso da contração e dilatação das pupilas na presença de luz ou na ausência dela e outras reações que não precisam ser aprendidas.
Este tipo de comportamento também é definido como "respondente". Nesta concepção, o outro tipo de comportamento é o "adquirido", que é mutável e que se caracteriza por ser uma reação que pode ser diferente, mesmo se tratando da mesma estimulação a indivíduos da mesma espécie, ou até ao mesmo indivíduo em diferentes situações. Este tipo de comportamento vai se instalando no decorrer da vida de cada sujeito e, normalmente, adquire significados que dizem respeito à história de vida de cada um. Estes comportamentos, em geral, são denominados "operantes" porque operam sobre o ambiente. Muitas vezes, o comportamento verbal é de fundamental importância para o entendimento do significado da resposta emitida pelo sujeito. Em muitos casos, a expressão através da linguagem é extremamente reduzida e, nestes casos, a reação pode ser considerada superficial. A reação superficial, no conceito do doutor Spitz, diz respeito a respostas emitidas por crianças ainda muito pequenas e que não perceberam ainda, totalmente, as significações da pessoa humana.

### Freud
Freud salientou a importante relação existente entre o comportamento de um ser humano adulto e certos episódios de sua infância, mas resolveu preencher o considerável hiato entre causa e efeito com atividades ou estados do aparelho mental. Desejos conscientes ou inconscientes ou emoções no adulto representam esses episódios passados e são considerados como os responsáveis diretos pelo comportamento. Em relação aos costumes e comportamentos sociais, esse autor trouxe uma série de contribuições para antropologia ao tomar essa ciência como referência para a psicanálise, o método clínico que desenvolveu.

## Antropologia
Segundo a antropologia cultural, os componentes considerados inatos no comportamento humano (como o sexo, instintos de agressividade e de competição) poderiam ser modificados. A cultura seria capaz de reprimir ou alterar esses comportamentos.